# Listă de dramaturgi spanioli
Listă de dramaturgi spanioli:
- (c. 1469 – 1530) Juan del Encina
- (1474–1542) Lucas Fernández
- (1547–1616) Miguel de Cervantes
- (c. 1550 – 1610) Juan de la Cueva
- (1562–1635) Lope de Vega
- (1569–1631) Guillén de Castro y Bellvís
- (c. 1574 – 1644) Antonio Mira de Amescua
- (c. 1575 – 1648) Tirso de Molina
- (1587–1650) Luis de Belmonte y Bermúdez
- (1596–1661) Álvaro Cubillo de Aragón
- (1600–1681) Pedro Calderón de la Barca
- (1611–1652) Antonio Coello y Ochoa
- (1618–1669) Agustín Moreto y Cabaña
- (1622–1714) Juan Claudio de la Hoz y Mota
- (1625–1687) Juan Bautista Diamante
- (1662–1704) Francisco Antonio Bances y López-Candamo
- (1676–1750) José de Cañizares
- (1731–1794) Ramón de la Cruz
- (1734–1787) Vicente Antonio García de la Huerta
- (1737–1780) Nicolás Fernández de Moratín
- (1760–1828) Leandro Fernández de Moratín
- (1787–1862) Francisco Martínez de la Rosa
- (1793–1861) Antonio Gil y Zárate
- (1796–1873) Manuel Bretón de los Herreros
- (1806–1880) Juan Eugenio Hartzenbusch y Martínez
- (1809–1837) Mariano José de Larra y Sánchez de Castro
- (1813–1884) Antonio García Gutiérrez
- (1828–1879) Adelardo López de Ayala y Herrera
- (1832–1916) José Echegaray
- (1834–1903) Gaspar Núñez de Arce
- (1845–1924) Àngel Guimerà (Catalonia)
- (1863–1917) Joaquín Dicenta y Benedicto
- (1866–1936) Ramón del Valle-Inclán
- (1866–1943) Carlos Arniches y Barrera
- (1866–1954) Jacinto Benavente
- (1871–1938) Serafín Álvarez Quintero
- (1873–1944) Joaquín Álvarez Quintero
- (1874–1947) Manuel Machado
- (1875–1939) Antonio Machado
- (1877–1958) Jacinto Grau Delgado
- (1879–1946) Eduardo Marquina
- (1881–1936) Pedro Muñoz Seca
- (1881–1947) Gregorio Martínez Sierra
- (1897–1975) Juan Ignacio Luca de Tena
- (1898–1936) Federico García Lorca
- (1899–1967) Edgar Neville
- (1901–1952) Enrique Jardiel Poncela
- (1902–1999) Rafael Alberti
- (1903–1965) Alejandro Casona
- (1903–1996) José López Rubio
- (1905–1977) Miguel Mihura Santos
- (1916–2000) Antonio Buero Vallejo
- (născut 1932) Fernando Arrabal
- (născut 1943) Alfonso Vallejo

## Vezi și
- Listă de piese de teatru spaniole
- Listă de dramaturgi
- Listă de scriitori spanioli